# 尼さん探偵シリーズ
『尼さん探偵シリーズ』（あまさんたんていシリーズ）は、1989年から1994年にかけて放送されたテレビドラマ。主演は浜木綿子。

## 尼さん探偵事件帖
『尼さん探偵事件帖』は、1989年から1994年まで、朝日放送（ABC）制作、テレビ朝日系「土曜ワイド劇場」で放送されたシリーズ。全5回。
タイトルは『尼さん探偵名推理』（第1作 - 第2作） → 『尼さん探偵事件帖』（第3作 - 第5作）

### キャスト

#### 本妙寺
妙心尼
演 - 浜木綿子
庵主。
松連尼
演 - 三島ゆり子（第1作・第2作）
住職。
竹連尼
演 - 榎本千枝子【旧・榎本智惠子】（第1作・第2作）
住職。
梅連尼
演 - 松谷真実（第1作）、宮本佳杏（第2作）
住職。

#### その他
殿村
演 - なべおさみ（第1作・第2作）
湘南警察署の警部。
二宮ハツエ
演 - 近松麗江（第1作・第2作）
竜雄の母。
二宮竜雄
演 - 中条きよし（第1作・第2作）
医師。ハツエと同居している。

#### ゲスト
第1作「吊り鐘から死体！破戒尼トリオ危機一髪」（1989年）
- 川部順子（敏彦の妻・2年前まで本妙寺の尼僧） - 大場久美子
- 川部敏彦（喫茶店「メイキッス」経営者） - 武見龍磨
- 庄吉（本妙寺の寺男） - 車だん吉
- 山口清二（メッキ工場経営者） - 井上昭文
- 浜口桃江 - 日向明子
- 佐野浩史、江上真吾、辻親八、木村翠、香園寺忍、平野竜、小早川進一、鈴木謙一、阪田辰俊、中村秀樹、工藤浩、上内一弘、小坂正道、杉本佳穂

第2作「墓地に幽霊！釣り鐘に死体？色即是空殺人事件」（1990年）
- 二宮良子（二宮竜雄の姪・池谷の婚約者） - 阿部由美子
- アニャー（若い女） - 香園寺忍
- 池谷（湘南警察署 刑事） - 須藤正裕
- はじめ（本妙寺の寺男） - 大久保了
- 大森幹太（大森建設 社長） - 梅津栄
- マオリ（アニャーの妹・フェニタの従姉妹） - ルビー・モレノ
- フェニタ（若い女） - マリー・レーヌ
- 門脇由美、金沢喜久子、若林まどか、なべおさみ、清水一男、北村行正、千賀安幸、大森啓恂朗、大塩武、小林勝彦、松下泰知、田口敬、網野章

第3作「湯けむりの向うに犯人が…！みちのく温泉殺人事件」（1991年）
- 平野美春（妙心尼の弟子） - 喜多嶋舞
- 山伏（空き寺に住み着いている男） - 阿藤海
- 堀江（飯坂警察署 刑事） - 立原博
- ソメコ（芸者） - 松浦佐知子
- ミツグ - 黒田隆哉
- 本田の母 - 宮内順子
- 飯坂警察署 刑事 - 山中篤
- 八田新治（医師） - 織本順吉
- 本田正哉（旅館「新飯坂」経営者） - 長塚京三
- 堀合範子、星真理、松村彦次郎、松本紀子、入谷哲哉、石松代伍、中屋敷鉄也、村上豪、橋本和幸、菅村功、山田剛、有馬勝彦、石原茂明、関川京二、大越弥生、高柳葉子

第4作「美人霊媒師は知っていた…!? 信濃路湯けむり連続殺人」（1993年）
- 太田葉子（妙心尼の弟子） - 髙田万由子
- 緒方晴宜（インチキ霊媒師） - 大門正明
- 緒方雪乃（晴宜の妹） - 広田玲央名
- レポーター - ラッシャー板前
- 田中 - 伏見哲夫
- 堀井（長野県警 刑事） - 中本賢
- 松井忠（観光バスの運転手） - 桜井センリ
- 山賀孝夫（ツアーコンダクター） - 西岡徳馬
- 星真理、猪野哲平、安宅忍、緑八千代、入谷哲哉、矢田稔、谷津勲、田口洋、出口博文、安西一義、宮本大蔵、管村功、田端和志、松本一真、北村たま江、菅原千加代、原久美子、高橋美香、会津直子、雲藤真理、末村名子、森康子、小川千尋

第5作「日光・川治温泉殺人事件！あの人を返して！女の叫びが木霊する」（1994年）
- 亜子（妙心尼の弟子） - 藤谷美紀
- 真（良庵と呼子の息子） - 真野圭一
- 呼子（良庵の元妻） - 角替和枝
- 弘子（店員） - 水木薫
- 良庵（住職） - 森下哲夫
- 青木（刑事） - 栗原敏
- 管理人 - 葦原邦子
- 林誠太郎（代議士） - 深江章喜
- 安岡（市会議員） - 片桐竜次
- 望月（安岡の秘書） - 芹沢名人
- 釈寿（手相占い師） - 萩原流行
- 荒木優騎、吉田淳、酒井直樹、吉川光、石村浩樹、片岡聖子、佐々木里加、会津直子

### スタッフ
- 原案 - 宮川一郎
- 脚本 - 鹿水晶子、中島玲子
- 監督 - 井上梅次、山像信夫、鈴木晴之
- エンディングテーマ - 「花くよう」 作詞：木下竜太郎/作曲：小林亜星/編曲：小川寛興/歌：浜木綿子
- 制作 - 朝日放送（ABC）、PDS

### 放送日程
| 話数 | 放送日         | サブタイトル                                               | 脚本     | 監督     |
| ---- | -------------- | ---------------------------------------------------------- | -------- | -------- |
| 1    | 1989年04月15日 | 吊り鐘から死体！破戒尼トリオ危機一髪                       | 鹿水晶子 | 井上梅次 |
| 2    | 1990年10月20日 | 墓地に幽霊！釣り鐘に死体？色即是空殺人事件                 | 鹿水晶子 | 井上梅次 |
| 3    | 1991年11月16日 | 湯けむりの向うに犯人が…！みちのく温泉殺人事件              | 中島玲子 | 山像信夫 |
| 4    | 1993年04月17日 | 美人霊媒師は知っていた…!? 信濃路湯けむり連続殺人           | 中島玲子 | 山像信夫 |
| 5    | 1994年04月23日 | 日光・川治温泉殺人事件！あの人を返して！女の叫びが木霊する | 鹿水晶子 | 鈴木晴之 |

## バツイチ駆け込み尼寺探偵局
『バツイチ駆け込み尼寺探偵局』は、1999年11月20日にテレビ朝日系「土曜ワイド劇場」で放送された。
サブタイトルは「美人尼僧と嘘つきカラスの秘密・強奪金の隠し場所は泣き虫地蔵が見ていた！」。 

### キャスト
- 月心尼（尼寺の庵主） - 浜木綿子
- 文造 - 梅津栄
- トメ - 千石規子
- 林千春 - 真織由季
- 横山珠恵（元銀行員） - 筒井真理子
- 清水洋（清水不動産 社長） - 佐渡稔
- 深見光一 - 梅田凡和
- 柳輝次（元暴力団組員） - 平尾仁
- 林マサオ（千春の息子・5歳） - 松川尚瑠輝[2]
- 竹田 - 遠藤真理子
- バーのママ - 春日宏美
- 山田（東所沢警察署 刑事） - 岡田臣也
- 東所沢警察署 署長 - 谷村昌彦
- バーのママ - 静恵子
- 安部（東所沢警察署 刑事） - 田村亮
- 瀬田桃吉、窪園純一、智鐘聖耀、城春樹、梶山妙子、中村勇斗、安藤理恵子、吉田智衣、阪野麻子

### スタッフ
- 脚本 - 宮川一郎、中島玲子
- 監督 - 鈴木晴之
- 制作 - ABC、東映

## 殺意の川 尼寺説法殺人事件
『殺意の川 尼寺説法殺人事件』は、2004年3月3日にテレビ東京・BSジャパン共同制作「女と愛とミステリー」で放送された。
サブタイトルは「涙で別れた息子が犯人？“血は水より濃い”順心尼の説法が家を捨てて生きる女たちの心を融かす」。

### キャスト
- 順心尼（妙安寺の庵主） - 浜木綿子
- 坂口聡美 - 高橋ひとみ
- 荒木（福島西警察署 刑事） - 河原さぶ
- 永井陽子（元風俗嬢） - 羽田実加
- 矢野孝（猪苗代錦酒造 従業員） - 藤間宇宙
- カツ - 菅井きん
- 広瀬愛子 - 石井トミコ
- 飯塚光三 - 新田亮
- 南博 - 塩谷瞬
- 黒川（東中学校の教師） - 中条きよし
- 千葉（福島西警察署 刑事） - 田村亮
- 臼間香世、麻生奈美、後藤機、若村久弥、荒木優騎、高田喜代音、清水由佳、三浦光弘、卜字たかお、三上瓔子、神崎智孝、鈴木ひろみ、有村圭助、浜口悟、佐藤祐一、井上麻美、熊倉智恵、上野平貴、金杉太朗、野口ふみえ、向江流架、吉田悠真、児玉光希、重松清子、岩崎武彦

### スタッフ
- 原作 - 佐橋法龍『信濃古寺殺人事件』（講談社ノベルス）
- 脚本 - 宮川一郎
- 監督 - 津崎敏喜
- 選曲・効果 - 伊藤克己（スワラ・プロ）
- スタント - タカハシレーシング
- 技術協力 - 東通
- 美術協力 - アックス
- プロデュース - 只野研治、堀貞雄、土橋覚
- 制作 - テレビ東京、BSジャパン、東阪企画